# Bello Babatounde
Bello Issiaka Babatounde (Esan North East, 6 ottobre 1989) è un calciatore nigeriano naturalizzato beninese, centrocampista dello Slovan Brvnište.

## Palmarès

### Club

#### Competizioni nazionali
- Campionato slovacco: 3

Žilina: 2006-2007, 2009-2010, 2011-2012
- Coppa di Slovacchia: 1

Žilina: 2011-2012
- Supercoppa di Slovacchia: 3

Žilina: 2007, 2010, 2012